# Cantó de Sent Junian Est
El cantó de Sent Junian Est és un cantó francès del departament de l'Alta Viena, situat al districte de Rechoard. Té 5 municipis i part del de Sent Junian.

## Municipis
- Javerdac
- Orador de Glana
- Sent Brecis
- Sent Martin de Jussac
- Sent Vartunian
- Sent Junian

## Història
| Data d'elecció                           | Identitat      | Partit           | Qualitat |
| ---------------------------------------- | -------------- | ---------------- | -------- |
| 1967-2004                                | Roland Mazoin  | PCF, després ADS |          |
| 2004-                                    | Jean Duchambon | PS               |          |
| les dades anteriors no són pas conegudes |                |                  |          |
|                                          |                |                  |          |

## Demografia
| 1962 | 1968 | 1975 | 1982 | 1990 | 1999 | 2006   |
| ---- | ---- | ---- | ---- | ---- | ---- | ------ |
| -    | -    | -    | -    | -    | -    | 11.360 |